# Tapeinothemis boharti
Tapeinothemis boharti – gatunek ważki z rodziny ważkowatych (Libellulidae); jedyny przedstawiciel rodzaju Tapeinothemis. Endemit Wysp Salomona; stwierdzony na wyspach Nggela, Guadalcanal, Malaita i Nowa Georgia.